# 骑牛

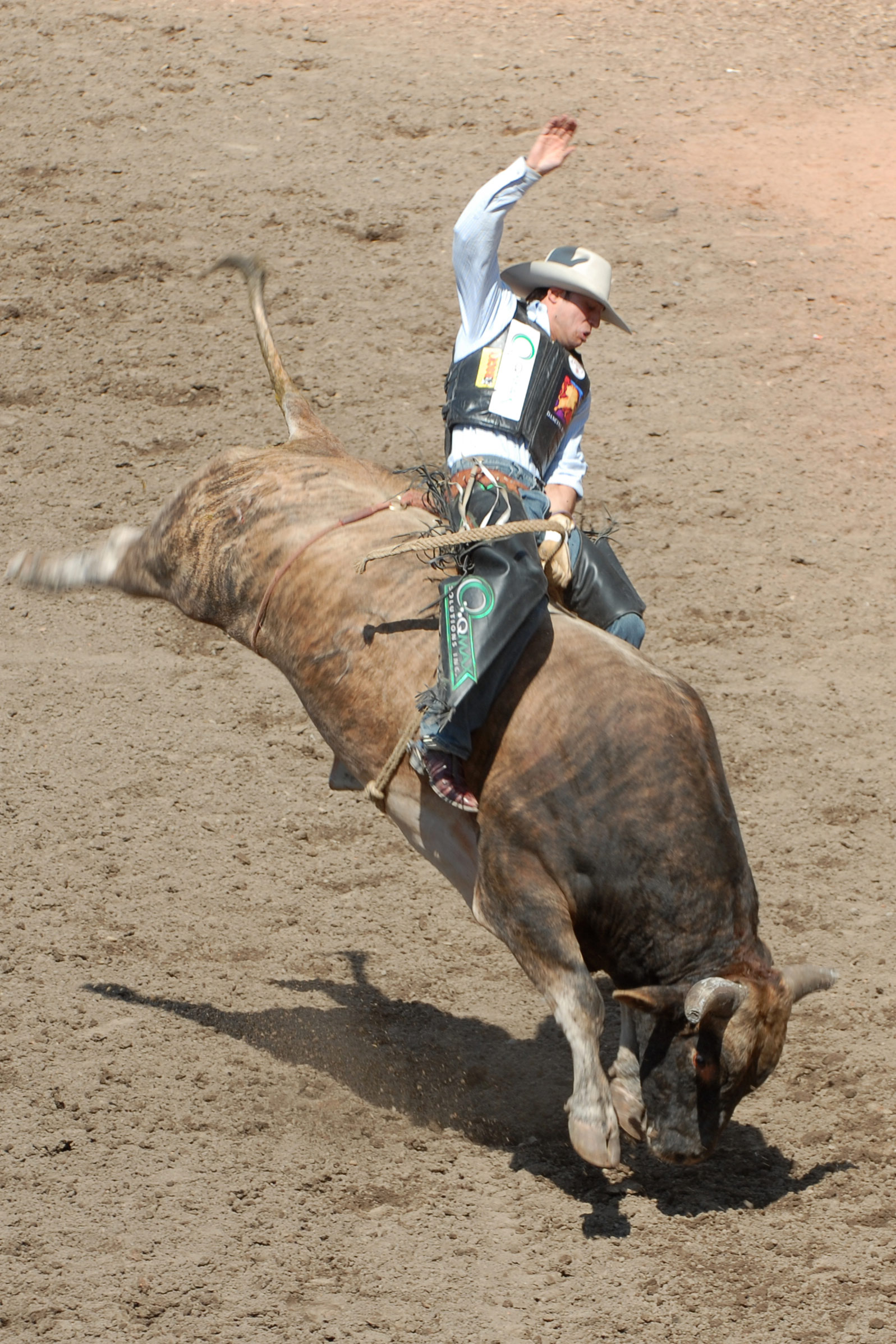
骑牛

骑牛是一项牛仔競技运动，骑手要骑在一头公牛身上，而此時公牛则试图將骑手甩出去。  騎牛主要在美洲和澳大利亞以及新西蘭較為流行。